# Andrzej Rapacz
Andrzej Rapacz, né à Zakopane le 1er septembre 1948 et mort à Kościelisko le 7 février 2022, est un biathlète polonais.

## Biographie
Il connaît une carrière junior à succès, remportant trois médailles aux championnats du monde de la catégorie dont un titre en relais en 1967 et deux médailles d'argent en 1969, il obtient sa première sélection en championnat du monde en 1970, où il est seizième de l'individuel.
Aux Championnats du monde 1971, il obtient la médaille de bronze au relais avec Józef Różak, Alexander Klima et Józef Stopka. En 1975, il est de nouveau médaillé de bronze en relais avec trois autres coéquipiers Jan Szpunar, Ludwik Zięba et Wojciech Truchan. Son meilleur résultat individuel en mondial est une treizième place en sprint à l'édition 1976. Pour sa dernière compétition aux Championnats du monde en 1979, il est quinzième de l'individuel.
Il compte deux participations aux Jeux olympiques en 1972 et 1976.
Au niveau national, il est vingt fois champion de Pologne, avec 17 titres en biathlon et trois en ski de fond.

## Palmarès

### Jeux olympiques d'hiver
| Épreuve / Édition | Individuel | Relais |
| ----------------- | ---------- | ------ |
| JO 1972 Sapporo   | 33e        | 7e     |
| JO 1976 Innsbruck | 46e        | 12e    |

### Championnats du monde
- Mondiaux 1971 à Hämeenlinna :
  -  Médaille de bronze en relais.
- Mondiaux 1975 à Anterselva :
  -  Médaille de bronze en relais.